# Castelo de Beaufort (Escócia)

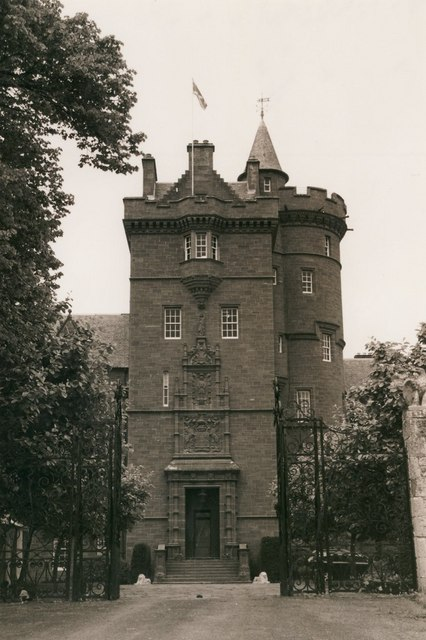
Castelo de Beaufort

O Castelo de Beaufort (em língua inglesa Beaufort Castle) é um castelo localizado em Kiltarlity and Convinth, Escócia.
O castelo foi protegido na categoria A do listed building, em 5 de outubro de 1971.